# Wolfgang Mückstein
Wolfgang Mückstein (ur. 5 lipca 1974 w Wiedniu) – austriacki lekarz i polityk, od 2021 do 2022 minister w rządzie federalnym.

## Życiorys
W 2002 ukończył medycynę na Uniwersytecie Wiedeńskim. W latach 2004–2006 kształcił się też w zakresie tradycyjnej medycyny chińskiej, uzyskując dyplom z akupunktury. Podjął praktykę w zawodzie lekarza. Przez kilkanaście lat był również urzędnikiem wiedeńskiej izby lekarskiej (Ärztekammer für Wien).
Członek Zielonych, a także organizacji Grünen Ärztinnen und Ärzte. W kwietniu 2021 został powołany na stanowisko ministra spraw społecznych, zdrowia, pielęgniarstwa i konsumentów w federalnym drugim rządzie Sebastiana Kurza. Zastąpił na tej funkcji Rudolfa Anschobera. Pozostał na niej w październiku 2021, gdy nowym kanclerzem został Alexander Schallenberg, a także w grudniu 2021, gdy na czele gabinetu stanął Karl Nehammer. Zakończył urzędowanie w marcu 2022.